# Aleksander Šeliga
Aleksander Šeliga (ur. 1 lutego 1980 w Celje) – słoweński piłkarz występujący na pozycji bramkarza.

## Kariera klubowa
Aleksander Šeliga zawodową karierę rozpoczął w 1997 w klubie NK Celje. W debiutanckim sezonie rozegrał dla niego 6 ligowych pojedynków. Przez 5 pierwszych sezonów spędzonych w Celje słoweński bramkarz pełnił role rezerwowego i wystąpił łącznie w 16 spotkaniach. Miejsce w pierwszym składzie wywalczył sobie w sezonie 2001/2002, kiedy to z klubu odszedł podstawowy dotychczas bramkarz – Amel Mujčinovič. Podczas rozgrywek 2002/2003 Šeliga zdobył ze swoim zespołem wicemistrzostwo Słowenii, natomiast w sezonie 2004/2005 wywalczył Puchar Słowenii.
Sezon 2005/2006 Šeliga spędził w czeskiej Slavii Praga. Zajął z nią 3. miejsce w rozgrywkach Gambrinus ligi, jednak sam zanotował tylko 2 występy. Po sezonie Słoweniec powrócił do NK Celje i grał tam przez 3 lata, nie odnosząc w tym czasie żadnych sukcesów. Łącznie przez 12 sezonów gry dla Celje Šeliga rozegrał dla niego 190 ligowych meczów.
Latem 2009 Šeliga przebywał na testach w SC Heerenveen, jednak nie znalazł zatrudnienia w tej drużynie. Podpisał jednak 2-letni kontrakt ze Spartą Rotterdam, gdzie miał zastąpić Cássio Ramosa, który powrócił do PSV Eindhoven. W Eredivisie słoweński bramkarz zadebiutował 1 sierpnia w przegranym 0:2 meczu przeciwko FC Twente. Pierwsze czyste konto zanotował 23 sierpnia w zremisowanym 0:0 wyjazdowym pojedynku z Ajaksem Amsterdam.

## Kariera reprezentacyjna
W reprezentacji Słowenii Džinič zadebiutował w 2010. W tym samym roku Matjaž Kek powołał go do 23-osobowej kadry na Mistrzostwa Świata w RPA.